# Geneta rubiginosa
La geneta rubiginosa (Genetta maculata), també coneguda com a geneta pantera, és un mamífer de l'ordre Carnivora, relacionat amb els linsangs i les civetes. Està molt estesa per una gran part de l'Àfrica oriental, l'Àfrica central i l'Àfrica austral.

## Anatomia
Té una longitud entre 40 i 50 cm, una cua d'uns 40 cm i un pes entre 1 i 2,3 quilos. La coloració del pelatge és suau i curt i varia del gris al marró pàl·lid, i presenta més taques que la geneta comuna. La cua té 3 o 4 anells clars a la base i és gairebé tan llarga com la resta del cos. Té el cap petit i les potes curtes.
A la part del darrere té una banda dorsal fosca. A cada costat d'aquesta banda presenta diverses bandes grans fosques que van del color vermellós al marró fosc. La banda dorsal i les taques més grosses tenen el mateix color. El llavi inferior, la part superior de les galtes i el voltant del musell presenta unes taques blanques. Les extremitats no presenten taques. Els ulls són de color de mel. Les orelles són triangulars, lleugerament arrodonides i no tenen pèl. Les potes tenen fortes urpes retràctils, que fan servir per a enfilar-se hàbilment als arbres. Els animals joves són més grisos que els adults i presenten unes taques més difuminades.

## Distribució i hàbitat
La geneta rubiginosa es troba a l'Àfrica al sud del Sàhara, en una àmplia varietat d'hàbitats: boscos humits, boscos oberts, zones arbustives i sabanes obertes. Generalment viu prop de l'aigua. Els límits exactes entre l'hàbitat de la geneta rubiginosa i altres genetes no és clar. A l'Àfrica Occidental, probablement a l'oest del riu Volta a Togo substitueix a la geneta pardina, i la frontera amb la geneta tacada és probablement a KwaZulu-Natal, a Sud-àfrica.

## Comportament
La geneta rubiginosa és un animal nocturn, que viu tant als arbres com a terra. És un escalador molt àgil i que sovint es troba als arbres, però caça principalment a terra. Durant el dia, resideix a forats als arbres o a caus subterranis.

## Dieta
La geneta rubiginosa menja una gran varietat d'animals més petits, incloent rosegadors, aviram i ocells, lacertilis, serps, anurs i insectes, com les llagostes i els grills, així com diverses fruites silvestres. En comparació amb la geneta comuna, menja més invertebrats i fruites, però en ambdós casos, els rosegadors són l'aliment principal de la seva dieta.

## Reproducció
La geneta rubiginosa pareix dues o tres cries per ventrada. Les cries comencen a caçar als tres mesos del naixement i són independents a sis mesos.